# Paratorchus microphthalmus
Paratorchus microphthalmus – gatunek chrząszczy z rodziny kusakowatych i podrodziny Osoriinae.
Gatunek ten opisany został w 1900 roku przez Charlesa A.A. Fauvela jako Holotrochus microphthalmus. W 1982 roku przeniesiony został przez H. Pauline McColl do rodzaju Paratrochus, któremu w 1984 roku ta sama autorka zmieniła nazwę na Paratorchus, w związku z wcześniejszym użyciem poprzedniej nazwy dla rodzaju mięczaków.
Chrząszcz o walcowatym ciele długości od 2,8 do 3,7 mm, barwy rudobrązowej. Wierzch ciała ma delikatnie punktowany oraz owłosiony. Długość szczecinek jest nie mniejsza niż odległości między nimi. Owalne oczy złożone buduje 3–6 przypłaszczonych omatidiów. Przedplecze ma od 0,4 do 0,63 mm długości. Pokrywy charakteryzują zaokrąglone kąty ramieniowe. Odwłok ma dziewiąty tergit niezbyt silnie wydłużony ku tyłowi w dwa krótkie, tępe wyrostki tylne o średnim rozstawie. U samca ósmy sternit odwłoka ma pozbawiony jest wgłębień, a narząd kopulacyjny ma tęgi, szeroki wyrostek boczny o podobnej długości co część rurkowata. Samicę cechuje owalna spermateka o wymiarach 0,15 × 0,175 mm.
Owad endemiczny dla Nowej Zelandii, znany z regionu Taranaki w południowo-zachodniej części Wyspy Północnej oraz z północnej i zachodniej części Wyspy Południowej. Spotykany jest w ściółce, próchnicy, glebie mineralnej oraz w mchach i grzybach, na wysokości od 100 do ponad 1300 m n.p.m.